# BK Cahoot
BK Cahoot är en bowlingklubb från Kalmar som bildades i slutet av 1970-talet. Klubben spelar sina hemmamatcher på Kalmar Superbowl.

## Lag i seriespel

### A-lag herrar
BK Cahoots herrlag spelar säsongen 2019/2020 i Sydallsvenskan, bowlingens näst högsta division.

### A-lag damer
Damlaget spelar säsongen 2019/2020 i Södra Allsvenskan, bowlingens näst högsta division för damer. Laget flyttades ner från Elitserien efter att ha förlorat i kvalspelet i slutet av säsongen 2018/2019.

### Farmarlag
Säsongen 2019/2020 har klubben även ett farmalag i division 3 Östra Götaland. Farmarlaget är ett mixat lag med både herrar och damer.

## Ungdomsverksamhet
BK Cahoot har en aktiv barn- och ungdomsverksamhet med ett 20-tal barn och ungdomar som regelbundet tränar. De ungdomar som innehar tävlingslicens ges möjlighet att spela seriespel i klubbens farmarlag. 